# Loughton
Loughton (pronunțat /ˈlaʊtən/) este un oraș în comitatul Essex, regiunea East, Anglia. Orașul se află în districtul Epping Forest.